# Голмохаммади, Яхья
Я́хья Голмохаммади́ (перс. يحيى گل محمدى‎; 19 марта 1971, Махмудабад, Иран) — иранский футболист и футбольный тренер.

## Карьера игрока

### Клубная
Большую часть своей профессиональной карьеры Яхья Голмохаммади играл за «Персеполис». Он дебютировал в качестве футболиста в 1989 году за «Трактор Сази». Два года спустя он подписал контракт с командой «Пура». Он играл в «Пуре» в течение четырёх лет, а затем подписал контракт с «Персеполисом» в 1995 году и выиграл чемпионат Ирана в первый же сезон. В 1999 году он перешёл в клуб «Фулад», а через три года вернулся в «Персеполис». В 2005 году Яхья оставил команду ради выгодного контракта с клубом «Саба». «Саба Баттери», с помощью Голмохаммади и игрока сборной Ирана Али Даеи, сумела удивить всех, выиграв Кубок Ирана. Он играл за этот клуб до 2008 года, после чего объявил о своём завершении карьеры футболиста.

### Международная
Голмохаммади забил гол на последней минуте игры в стыковом матче отборочного турнира Чемпионата мира 2002 против Ирландии.
11 июня 2006 года Голмохаммади забил гол в игре против Мексики в первом матче группового этапа чемпионата мира по футболу 2006. Он ушёл из международного футбола сразу после этого турнира. Он сыграл 74 матча за первую команду и забил пять голов.
Он также был игроком олимпийской сборной Ирана на Азиатских играх 2002 года, на которых Иран одержал победу.

## Карьера тренера

### Саба
После отставки Мохаммада Хуссейна Зиаеи с поста тренера «Саба» Голмохаммади стал его преемником. Он возглавлял «Сабу» на протяжении оставшихся десяти матчей и привёл команду к третьему месту, уступив клубам «Персеполис» и «Сепахан». Этот результат стал лучшим результатом для «Сабы» в чемпионате Ирана за всю историю клуба. Было много слухов, что Голмохаммади будет и впредь руководить клубом в следующем сезоне, но он отказался продлить свой контракт.

### Тарбиат Йезд
В июле 2008 года Голмохаммади возглавил команду из Лиги Азадеган «Тарбиат Йезд». Его команда начала сезон 2008/2009 тремя победами подряд, но в конце сезона «Тарбиат» финишировал на 5-м месте группы В, вследствие чего клуб не вышел в Чемпионат Ирана. Он продолжил свою работу с клубом в следующем сезоне и привёл команду к третьему месту. По завершении сезона он подал в отставку с поста главного тренера «Тарбиат Йезд», чтобы стать главным тренером другой команды «Нассаджи Мазендеран».

### Нассаджи Мазендеран
Он стал главным тренером «Нассаджи Мазендеран» в июле 2010 года. Команда не смогла выйти в Чемпионат Ирана, они заняли 4-е место в сезоне 2010/2011. Он был уволен из клуба в сентябре 2011 года.

### Рах Ахан
После того, как Али Даеи стал главным тренером клуба «Рах Ахан», он пригласил своего бывшего напарника по команде на должность тренера команды. Яхья работал с Даеи один сезон в качестве его помощника, но покинул тренерский штаб «Рах Ахан» в конце сезона, чтобы возглавить «Саба Ком» во второй раз.

### Возвращение в «Сабу»
После того, как Абдуллах Вейси покинул «Саба Ком», перейдя в «Пайкан», Голмохаммади вернулся в клуб, в котором он начал свою тренерскую карьеру спустя четыре года, и был назначен новым главным тренером, подписав контракт на один год. Его первый матч закончился победой команды со счётом 4:0 над «Пайканом». 5 августа 2012 года клуб одержал победу над «Персеполисом» со счётом 2:0 на стадионе Азади. Однако посреди сезона Голмохаммади был отправлен в больницу из-за проблем с сердцем. Он ушёл в отставку с поста главного тренера 24 сентября 2012 года по состоянию здоровья. В момент ухода команда занимала 7 место в турнирной таблице.

### Персеполис
25 сентября 2012 года «Персеполис» объявил, что Голмохаммади станет помощником главного тренера Мануэля Хосе. Он официально начал свою работу 26 сентября. 7 декабря 2012 года Голмохаммади был назначен исполняющим обязанности главного тренера после увольнения Хосе. Три дня спустя он был утверждён в качестве главного тренера клуба и подписал контракт с клубом до конца сезона. Голмохаммади назначил своими помощниками Винко Беговича и Карима Багери.
Его первая игра в качестве главного тренера состоялась в матче Кубка Ирана против клуба «Малаван», который его команда выиграла со счетом 6:0. Его команда выиграла ещё три матча на этом турнире, проиграв в финале «Сепахану» по пенальти. Его первая игра в чемпионате Ирана против «Санат Нафт» завершилась со счётом 2:2. В матче против «Фаджр Сепаси», завершившемся со счётом 2:0, Голмохаммади одержал первую победу в чемпионате Ирана в качестве тренера «Персеполиса». Под его руководством клуб провёл серию из 11 матчей без поражений, которая завершилась 10 марта 2013 года в матче против «Рах Ахан» (0:1). «Персеполис» закончил сезон на седьмом месте. Руководство клуба предложило Голмохаммади новый контракт на два года, но после финала Кубка Ирана он отказался от его подписания и покинул клуб 11 мая 2013 года.

### Нафт Тегеран
20 мая 2013 года Яхья подписал контракт на один год с «Нафт Тегеран». Его команда начала сезон с победы 1:0 в матче против «Фаджр Сепаси». «Нафт Тегеран» завершил сезон 2013/2014 на третьем месте, квалификацировавшись в плей-офф Лиги чемпионов АФК, что стало лучшим результатом клуба в его истории. 10 мая 2014 Голмохаммади перешёл из «Нафт Тегеран» в «Зоб Ахан».

### Зоб Ахан
10 мая 2014 года «Зоб Ахан» объявил на своём официальном сайте, что Яхья Голмохаммади подписал двухлетний контракт с командой. Несмотря на неудачный старт, «Зоб Ахан» сумел завершить чемпионат на четвёртом месте, обеспечив место в Лиге чемпионов АФК. Клуб также выиграл Кубок Ирана после победы над «Нафт Тегеран» в финале. Этот трофей стал первым в тренерской карьере Голмохаммади. В следующем году «Зоб Ахан» второй сезон подряд выиграл кубок, победив «Эстегляль» в финале.
24 сентября 2016 года Голмохаммади был уволен из клуба после неудачного старта сезона. На момент увольнения «Зоб Ахан» занимал 14 место в турнирной таблице.

### Оксин Алборз
29 декабря 2016 года Голмохаммади подписал контракт с клубом «Оксин Алборз» на 2,5 года.

## Статистика

### Клубная статистика
| Клубные данные   | Клубные данные   | Клубные данные    | Лига | Лига | Кубок       | Кубок       | Континентальные | Континентальные | Итого | Итого |
| Сезон            | Клуб             | Лига              | Игры | Голы | Игры        | Голы        | Игры            | Голы            | Игры  | Голы  |
| Иран             | Иран             | Иран              | Лига | Лига | Кубок Хафзи | Кубок Хафзи | Азия            | Азия            | Итого | Итого |
| ---------------- | ---------------- | ----------------- | ---- | ---- | ----------- | ----------- | --------------- | --------------- | ----- | ----- |
| 1999/00          | Фулад            | Лига Азадеган     |      |      |             |             | -               | -               |       |       |
| 2000/01          | Фулад            | Лига Азадеган     |      |      |             |             | -               | -               |       |       |
| 2001/02          | Фулад            | Иранская Про-Лига |      | 6    |             |             | -               | -               |       |       |
| 2002/03          | Персеполис       | Иранская Про-Лига | 16   | 3    | 2           | 0           | 3               | 2               | 21    | 5     |
| 2003/04          | Персеполис       | Иранская Про-Лига | 19   | 0    |             |             | -               | -               |       |       |
| 2004/05          | Персеполис       | Иранская Про-Лига | 23   | 0    |             |             | -               | -               |       |       |
| 2005/06          | Саба Бэттери     | Иранская Про-Лига | 23   | 3    |             |             |                 | 1               |       |       |
| 2006/07          | Саба Бэттери     | Иранская Про-Лига | 18   | 4    | 5           | 1           | -               | -               | 23    | 5     |
| 2007/08          | Саба Бэттери     | Иранская Про-Лига | 22   | 0    |             |             | -               | -               |       |       |
| Итого            | Иран             | Иран              | 167  | 15   |             |             |                 | 3               |       |       |
| Итого за карьеру | Итого за карьеру | Итого за карьеру  | 167  | 15   |             |             |                 | 3               |       |       |

### Голы за сборную
| # | Дата             | Расположение стадиона | Противник  | Счёт | Результат | Соревнование                                   |
| - | ---------------- | --------------------- | ---------- | ---- | --------- | ---------------------------------------------- |
| 1 | 8 августа 2001   | Тегеран, Иран         | Оман       | 1:0  | 5:2       | Кубок LG 2001                                  |
| 2 | 15 ноября 2001   | Тегеран, Иран         | Ирландия   | 1:0  | 1:0       | Квалификация на Чемпионат мира по футболу 2002 |
| 3 | 26 сентября 2003 | Амман, Иордания       | Иордания   | 1:0  | 2:3       | Квалификация на Кубок Азии по футболу 2004     |
| 4 | 19 ноября 2003   | Бейрут, Ливан         | Мадагаскар | 2:0  | 3:0       | Квалификация на Кубок Азии по футболу 2004     |
| 5 | 11 июня 2006     | Нюрнберг, Германия    | Мексика    | 1:1  | 1:3       | Чемпионат мира по футболу 2006                 |

### Тренерская статистика
| Команда      | Страна | С               | По               | Статистика | Статистика   | Статистика      | Статистика    | Статистика | Статистика | Статистика | Статистика |
| Игры         | Победы | Ничьи           | Поражения        | % побед    | Голов забито | Голов пропущено | Разница мячей |            |            |            |            |
| ------------ | ------ | --------------- | ---------------- | ---------- | ------------ | --------------- | ------------- | ---------- | ---------- | ---------- | ---------- |
| Саба         | Иран   | 28 марта 2008   | 7 июня 2008      | 10         | 3            | 4               | 3             | 030,00     | 14         | 11         | +3         |
| Тарбиат Йезд | Иран   | 4 июля 2008     | 2 июля 2010      | 52         | 21           | 19              | 12            | 040,38     | 61         | 42         | +19        |
| Нассаджи     | Иран   | 3 июля 2010     | 1 сентября 2011  | 26         | 11           | 9               | 6             | 042,31     | 34         | 17         | +17        |
| Саба         | Иран   | 20 июня 2012    | 24 сентября 2012 | 9          | 4            | 2               | 3             | 044,44     | 12         | 8          | +4         |
| Персеполис   | Иран   | 10 декабря 2012 | 31 мая 2013      | 22         | 10           | 10              | 2             | 045,45     | 35         | 25         | +10        |
| Нафт Тегеран | Иран   | 1 июня 2013     | 1 июня 2014      | 32         | 16           | 9               | 7             | 050,00     | 42         | 24         | +18        |
| Зоб Ахан     | Иран   | 1 июня 2014     | 24 сентября 2016 | 85         | 42           | 27              | 16            | 049,41     | 137        | 76         | +61        |
| Трактор Сази | Иран   | 24 мая 2017     | н.в.             | 1          | 0            | 0               | 1             | 000,00     | 0          | 1          | -1         |
| Итого        | Итого  | Итого           | Итого            | 250        | 110          | 87              | 53            | 44,00      | 345        | 203        | +141       |

## Достижения

### Как игрока
«Персеполис»
- Лига Азадеган (2): 1995/96, 1996/97
- Кубок Ирана: 1998/99

«Саба»
- Кубок Ирана: 2004/05
- Суперкубок Ирана: 2005

Иран
- Азиатские игры: 2002

### Как тренера
«Персеполис»
- Финалист Кубка Ирана: 2012/13

«Зоб Ахан»
- Победитель Кубка Ирана (2): 2014/15
- Суперкубок Ирана: 2016

### Личные
- Менеджер месяца IFCA: январь 2015
- Менеджер сезона IFCA: 2014/2015